# لیانگ شیانگ
لیانگ شیانگ (انگلیسی: Leung Sheung؛ ۱۹۱۸–۱۹۷۸) یک رزمی‌کار سبک وینگ‌چون اهل هنگ کنگ بود.
او نخستین و قدیمی‌ترین شاگرد ییپ من در هنگ کنگ بود  و به همراه لوک ییو و چو شانگ-تین، سه هنرجوی نسل اولی بودند که پشت درهای بسته با شاگردی ییپ من پرداختند. وی پیش از آنکه شاگرد ییپ من شود، در سبک‌های دیگری کونگ فو نظیر چوی لی فوت و کونگ‌فوی اژدهای جنوبی آموزش دیده بود. او هنرجوی ارشد ییپ من بود و به همین سبب بسیاری دیگر از شاگردان او از جمله بروس لی احترام زیادی برایش قایل بودند.